# Manuel Soriano
Manuel Soriano Navarro (Badajoz, 28 de septiembre de 1952) es un periodista español.

## Biografía
Licenciado en Ciencias de la información por la Universidad Complutense de Madrid. Su carrera profesional comenzó en 1975 cuando ingresa en el Diario Ya, especializándose en información política. Un año después, en noviembre de 1976, entró a formar parte de la plantilla del desaparecido Diario 16, del que fue corresponsal político y jefe de la sección de nacional. Permaneció en el periódico hasta 1982, cuando fichó por el Grupo Zeta, y colaboró en la puesta en marcha del nuevo semanario del grupo editorial, la revista Tiempo, de la que fue subdirector entre 1982 y 1987. Ese último año se unió al periodista Pablo Sebastián en un nuevo proyecto: el lanzamiento del semanario El Independiente, que se convirtió en diario a partir de 1989. Tras la salida de Sebastián de la publicación, provocada por la entrada en el accionariado de la ONCE, Soriano asumió la dirección del mismo, que ejerció entre abril y octubre de 1991, momento del cierre del periódico.
Tras la victoria electoral del Partido Popular en las elecciones generales en 1996 fue nombrado jefe de prensa del Ministerio de Educación y Cultura por su titular, Esperanza Aguirre. Ejerció el cargo hasta la salida de Aguirre del Gobierno en 1999. Siguió a Aguirre en su siguiente cargo, asumiendo las funciones de Jefe de Prensa del Senado entre 1999 y 2002. Compaginó esa labor con la de subdirector de la revista La Clave (2001), de la que era director el periodista José Luis Balbín.
Tras el triunfo de Esperanza Aguirre en las elecciones autonómicas de 2003 y su acceso a la presidencia de la Comunidad de Madrid, fue nombrado director general de Telemadrid (12 de diciembre de 2003), sustituyendo a Francisco Giménez-Alemán, que había sido nombrado por el anterior presidente de la Comunidad de Madrid, Alberto Ruiz-Gallardón. Su gestión en ese cargo ha estado acompañada de continua polémica, siendo objeto de duras críticas por parte de los partidos de la oposición y los sindicatos, que lo acusan de parcialidad en las informaciones de la cadena. El 16 de octubre de 2007 dimitió de su cargo, alegando "motivos personales", siendo nombrado presidente del Consejo de Administración del Ente Público Radio Televisión Madrid. En julio de 2013 es relevado del cargo de presidente, pero mantiene su puesto como consejero del Ente.
| Predecesor: Francisco Giménez Alemán | Director general de Radiotelevisión de Madrid 2003 - 2007 | Sucesor: Isabel Linares |

- Datos: Q5994382